# Hadi Fayyadh
Hadi Fayyadh (Kuala Lumpur, 22 de enero de 2000) es un futbolista malasio que juega como delantero.

## Trayectoria

### Clubes
| Club                  | País    | Año         |
| --------------------- | ------- | ----------- |
| Johor Darul Takzim FC | Malasia | 2016 - 2018 |
| Fagiano Okayama       | Japón   | 2019 - 2022 |